# Rufino Recalde Milesi
Rufino Recalde Milesi (San Pedro, 30 de julio de 1885 -  Asunción, 27 de septiembre de 1957), fue un tipógrafo, sindicalista y socialista paraguayo de principios del siglo XX.

## Biografía
A los 15 años se inició como aprendiz de tipógrafo en Asunción.
Fue uno de los fundadores del Partido Obrero, que luego se convertiría en Partido Socialista Revolucionario (PSR).
Participó activamente de todas las actividades del PSR durante su existencia. Fue parte de la formación, en 1906, de la Federación Obrera Regional del Paraguay (FORP), ligada al Partido Socialista, donde era secretario general y era el orador asignado por la Federación Gráfica, para las concentraciones obreras.
Promovió la creación del sindicato de aserraderos, mecánicos y anexos en Lima (Dpto. de San Pedro) en 1908. En 1912, fundó con delegados de la sociedad tipográfica, de la sociedad de resistencia de oficiales sastres y de otros gremios, la Unión Gremial del Paraguay (UGP), de tendencia socialista y reformista. Fue redactor de su periódico "Voz del Pueblo".
En octubre de 1914 un comité de obreros y estudiantes de comercio, presentó candidatos a concejales para la intendencia de asunción, sin poder lograr la obtención de escaños. Con dicho grupo, Recalde Milesi, logró fundar el 3 de diciembre de 1914, el Partido Obrero (PO), logrando la presidencia del mismo.
El Partido Obrero, junto al Centro de Estudiantes de Derecho, convocaron a una manifestación de repudio a la concesión de las obras de Puerto Nuevo (Asunción), que había sido otorgada a una compañía estadounidense por 99 años. Esta protesta fue reprimida por la policía. La concesión fue derogada por el gobierno de Manuel Franco.
El 25 de agosto de 1916, el PO, junto a la sociedad de oficiales albañiles y la de cocineros marítimos unidos, fundó la Federación Obrera del Paraguay (FOP) y 2 meses más tarde el Partido Obrero realizó su primer congreso en Asunción. La FOP y el PO, compartían en la capital una sede denominada "Casa del Pueblo".
En 1917, el PO, pasa a llamarse Partido Socialista (PS) y en los años posteriores presenta proyectos laborales en el parlamento.
A fines de abril de 1919, Recalde Milesi participó de la primera conferencia socialista y obrera panamericana, efectuada en Buenos Aires, realizada bajo los auspicios del Partido Socialista Argentino. A su retorno de la capital Argentina, trajo consigo la primera máquina impresora, destinada para las publicaciones obreras, donada por un ingeniero socialista argentino y fue instalada en la casa del pueblo.
Fue asesor gremial de sindicatos fluviales y colaboró en la creación de la liga de obreros marítimos (LOM), en enero de 1920. Ese mismo año, intenta organizar un congreso obrero unificado pero dicho intento se vio frustrado por los enfrentamientos entre gremios socialistas y anarquistas.
La coalición entre la FOP y el PS, decide presentar candidaturas para las elecciones nacionales, mientras que acompañan presentando propuestas legislativas al congreso. Recalde Milesi participó de encendidos debates públicos.
En 1923, fue elegido como diputado por el PS, luego denominado Partido Socialista Revolucionario (PSR), convirtiéndose en el primer diputado socialista del Paraguay, pero el gobierno liberal de la época le impidió asumir su banca.
El 9 de mayo de 1927, Recalde Milesi fue elegido como secretario General de la Unión Obrera del Paraguay (UOP), siéndole confiada la subsecretaría de dicha central obrera a Francisco Gaona.
Pronuncia un discurso en calidad de secretario general de la UOP, en la plaza independencia en favor de la libertad de Sacco y Vanzetti, en agosto de 1927. Entre 1927 y 1928, la UOP, con la colaboración de la LOM, diagraman un proyecto de distribución equitativa de las tierras pertenecientes a los latifundios ociosos para el campesinado, lo que le cuesta un atentado contra su vida a Recalde Milesi en Arroyos y Esteros y el inicio de un sumario administrativo para el subsecretario de la UOP y jefe del departamento de tierras y colonias, Francisco Gaona, a través del director de "El Diario".
En junio de 1930, viajó con Francisco Gaona y Daniel Villalba al Congreso de la Internacional Sindical Roja, en Moscú, representando al movimiento obrero Paraguayo.
Durante la huelga de albañiles de finales de 1930, promovió la creación del consejo mixto de delegados (C.M.D.) con representantes de la UOP, LOM, FOP, Asociación Tranviaria, Sociedades de Oficiales Albañiles, Pintores, mosaístas y Obreros del Calzado, que apoyaron la huelga de albañiles con un paro general pero fueron severamente reprimidos mediante el decreto 39436 del gobierno de José Patricio Guggiari, quien disolvió a las organizaciones obreras.
En mayo de 1936, Recalde Milesi, participó de una asamblea de la Federación Gráfica, apoyando la adhesión de su gremio a la Confederación Nacional de Trabajadores (CNT), una de las organizaciones pilares del gobierno del Coronel Rafael Franco.
En 1953 participó como delegado de la Federación Gráfica ante el consejo de la Confederación Paraguaya de Trabajadores (CPT), renunciando al poco tiempo por desavenencias con el manejo partidario de la central obrera colorada.
En junio de 1955, fue elegido secretario general de la Federación Gráfica.
Falleció el 27 de septiembre de 1957, en el Hospital de Clínicas de Asunción.